# Francis John Haverfield
Francis John Haverfield FSA FBA (* 8. November 1860 in Shipston; † 1. Oktober 1919 auf dem Headington Hill bei Oxford) war ein britischer Althistoriker und Provinzialrömischer Archäologe.
Nach dem Studium an der Universität Oxford vertiefte Haverfield seine Studien in Berlin, wo er mit Theodor Mommsen in Kontakt kam. Er arbeitete als Tutor an der Universität Oxford (Christ Church), bis er dort 1907 zum Camden Professor of Ancient History ernannt wurde. Seit 1904 war er Mitglied (Fellow) der British Academy.
Haverfield war der erste Altertumswissenschaftler, der sich mit den römischen Monumenten und Inschriften Großbritanniens wissenschaftlich beschäftigte. Er war der Begründer der Provinzialrömischen Archäologie in Großbritannien und einer der ersten Forscher, die sich systematisch mit der Romanisierung der römischen Provinzen beschäftigten.

## Schriften (Auswahl)
- The Romanization of Roman Britain. In: Proceedings of the British Academy. Bd. 2, 1905, ISSN 0068-1202, S. 185–217, (Auch Sonderabdruck. Published for the British Academy by H. Frowde, London 1905, online; 2nd edition, greatly enlarged with twenty-one illustrations. Clarendon Press, Oxford 1912, online; 3rd edition, further enlarged with twenty-seven illustrations. Clarendon Press, Oxford 1915; 4th edition, revised by George MacDonald. Clarendon Press, Oxford 1923).
- Ancient Town-Planning. Clarendon Press, Oxford 1913, online.
- George MacDonald (Hrsg.): The Roman Occupation of Britain. Being six Ford lectures delivered by F. Haverfield. Now revised. With a notice of Haverfield's life and a list of his writings. Clarendon Press, Oxford 1924